# 岩手県の市町村歌一覧
岩手県の市町村歌一覧（いわてけんのしちょうそんかいちらん）は、日本の岩手県に属する市町村で制定されている、もしくは過去に制定されていた市町村歌などの自治体歌やそれに準じた楽曲の一覧である。なお、一覧の順序は全国地方公共団体コード順による。

## 概説
岩手県内の都市では隣接する宮城県や秋田県と同様に、表題もしくは副題を「市民歌」とするものが多い点に特徴がある。戦前から市歌を制定していたのは盛岡市、宮古市、釜石市だが、釜石市以外は後年に代替わりしている。
町村部では制定率が比較的高く、平成の大合併以前から存在した町村の大半が町・村歌を制定している。市部と同様に、表題または副題を「町民歌」「村民歌」とするものが圧倒的に多い。

## 市部
盛岡市
- 盛岡市民歌[1] - 1949年（昭和24年）制定

作詞：東山重雄 作曲：高田信一
2代目の市歌である。IGRいわて銀河鉄道線の車内では2015年（平成27年）3月14日のダイヤ改正より（八戸・目時方面発）終点の盛岡駅到着を知らせるメロディに採用されている。
宮古市
- 森・川・海のみやこ[2] - 2007年（平成19年）1月15日制定

作詞：工藤和久 作曲：石若雅弥
2代目（新設合併後の宮古市としては初代）の市歌である。
大船渡市
- 大船渡市民歌[3] - 2006年（平成14年）9月25日制定

作詞：鈴木昭司 作曲・編曲：林芳輝
三陸町編入合併記念。2代目の市歌である。
花巻市
- 花巻市民の歌[4] - 2007年（平成19年）12月20日制定

作詞：大場建次 作曲：服部克久
2代目（新設合併後の花巻市としては初代）の市歌である。
北上市
- きらめいて[5]

作詞：谷川俊太郎 作曲：三善晃
久慈市
- 久慈市民歌 - 1954年（昭和29年）12月6日制定

作詞：滝田常晴 作曲：坂本良隆
新設合併前の（旧）久慈市の市民歌である。久慈市・山形村合併協議会で行われた「新市の一体感や愛着度を深めるため、新市において調節する」との申し合わせに基づき失効したものとして扱われているが、新市民歌の制定は実現していない。
遠野市
- 遠野市民歌[7]

作詞・作曲：船越由佳
2代目（新設合併後の遠野市としては初代）の市民歌である。
一関市
- 一関市民歌[8] - 2007年（平成19年）1月29日制定

作詞：北川康弘 作曲：高嶋みどり
新設合併記念。2代目（新設合併後の一関市としては初代）の市民歌である。
陸前高田市
- 陸前高田市民歌[9] - 1955年（昭和30年）6月1日制定

作詞：及川晃 作曲：千葉了道
釜石市
- 釜石市民歌[10] - 1937年（昭和12年）制定

作詞：広瀬喜志 作曲：古関裕而
現存する県内最古の市歌である。
二戸市
- 二戸市「市民憲章」のうた - 2015年（平成27年）11月発表

作詞：二戸市市民憲章より 作曲・編曲：坂ノ上みゆき
二戸市・浄法寺町合併協議会では市歌の制定に関する取り決めが特に行われなかったが、市制10周年に当たり「二戸市市民憲章」に曲を付けた憲章歌を作成した。
八幡平市
- 八幡平市民歌[11] - 2010年（平成22年）11月3日制定

作詞：保岡直樹 作曲：林芳輝
合併5周年記念。
奥州市
- 奥州市民のうた[12] - 2007年（平成19年）12月20日制定

作詞：千田貴子 作曲：さとう宗幸 編曲：只野展也
滝沢市
- いいねふるさと

作詞：駒井瞭 作曲：小林明 編曲：チャグチャグ馬コの里音楽祭実行委員会
村制時代に「チャグチャグ馬コの里音楽祭」テーマソングとして作成される。市制施行後に旧村民歌を廃止したことに伴い、市民愛唱歌として継承した。2004年（平成16年）より毎日正午に防災無線で演奏されているのを始め、IGRいわて銀河鉄道線の車内では2015年（平成27年）3月14日のダイヤ改正より滝沢駅・巣子駅到着を知らせるメロディに採用されている。

## 町村部
岩手郡雫石町
- 雫石町民の歌[15] - 1970年（昭和45年）3月17日制定

作詞：上野寛二 作曲（原旋律）：山口利男 補作曲・編曲：鷹觜洋一
岩手郡葛巻町
- 葛巻町民歌[16] - 1975年（昭和50年）制定

作詞：林徳美 補作：菊池規 作曲：鷹觜洋一
合併20周年記念。
岩手郡岩手町
- 岩手町町民歌[17] - 1956年（昭和31年）6月1日制定

作詞：亀井実 作曲：鷹觜洋一
IGRいわて銀河鉄道線の車内では2015年（平成27年）3月14日のダイヤ改正より岩手川口駅・いわて沼宮内駅・御堂駅到着を知らせるメロディに採用されている。
紫波郡紫波町
- 紫波町民歌[18] - 1975年（昭和50年）4月1日制定

作詞：太田かほる 補作：紫波町民の歌選定委員会 作曲・編曲：押尾司
岩手郡矢巾町
- 矢巾町町民歌[19] - 1957年（昭和32年）9月15日制定

作詞：川村陽吉 補作：藤沢康太郎 作曲：鷹觜洋一
和賀郡西和賀町
- きらめきて 西和賀の町[20]

作詞：大峰順二  作曲：神代充史
正式な町歌ではなく、2012年（平成24年）に開催された町民劇場｢西和賀・町物語｣の主題歌として作成された。
胆沢郡金ケ崎町
- 金ケ崎町民歌[21] - 1970年（昭和45年）12月28日制定

作詞：高橋弘治 補作：町民歌制定委員会 作曲：高橋亮
西磐井郡平泉町
- 平泉讃歌 - 2011年（平成23年）発表[22]

作詞：大庭桂 作曲：星吉紀
平泉の世界遺産登録を記念して作成・発表された。細川たかしが2013年（平成25年）に発売したシングル「屋久島」のc/w曲「平泉讃歌」（作詞：おのりく、作曲・編曲：井上慎二郎）は同名異曲。
気仙郡住田町
- 幸せ創るまち[23] - 1995年（平成7年）12月5日制定

作詞：倉科由加子 作曲：菅野由弘
上閉伊郡大槌町
- 大槌町民歌[24] - 1973年（昭和48年）10月20日制定

作詞：滝田常晴 補作：桜田史郎 作曲：押尾司
下閉伊郡山田町
- 山田町民歌[25] - 1975年（昭和50年）11月1日制定

作詞：佐々木健一 作曲：木村悌郎
下閉伊郡岩泉町
- 岩泉町民の歌[26] - 1976年（昭和51年）制定

作詞：山本善吉 作曲：佐々木初朗
合併20周年記念。
下閉伊郡田野畑村
- 田野畑村民歌[27] - 1973年（昭和48年）7月12日制定

作詞：木村嘉宏 作曲：船津瑞穂
下閉伊郡普代村
- おれの北緯四十度 - 1984年（昭和59年）発表

作詞：木下龍太郎 作曲：船村徹
村イメージソング。三陸鉄道北リアス線開通を記念して作成された。
九戸郡軽米町
- 軽米町民の歌

九戸郡野田村
- 美わしの野田われら[28] - 1977年（昭和52年）11月15日制定

作詞：中野辰雄 作曲：北野ひろし
九戸郡九戸村
- 九戸村民の歌 伸びゆく九戸

作詞：森菊蔵 作曲：前田俊明
九戸郡洋野町
- （未制定）

旧種市町と大野村の合併当初から「洋野町シンボル等制定委員会」で制定が検討されているが、実現していない。町の総合計画では「協働による町民歌の検討」が掲げられている。
二戸郡一戸町
- 一戸町民歌 - 1987年（昭和62年）9月制定[31]

## 廃止された市町村歌
盛岡市
- 盛岡市民歌（旧）

作詞：高橋康文 作曲：山田耕筰
戦前に制定されていた初代の市民歌である。
宮古市
- 宮古市民歌 - 1941年（昭和16年）6月20日制定[32]

新設合併前の（旧）宮古市の市民歌である。
大船渡市
- 大船渡市民歌（旧）[33][34]

市制施行記念。大船渡市・三陸町合併協議会では旧市町歌の扱いについて明確な取り決めは行われなかったが、合併後の2006年（平成18年）に現行の2代目市歌が制定されたことに伴い廃止された。
花巻市
- 花巻市民歌[35]

作詞：小田島憲 作曲：山田耕筰
新設合併前の（旧）花巻市の市民歌である。
遠野市
- 遠野市民歌（旧） - 1955年（昭和30年）6月25日制定

作詞：茶畑光 作曲：下総皖一
新設合併前の（旧）遠野市の市民歌である。
一関市
- 一関市民歌（旧） - 1955年（昭和30年）7月制定

作詞：村川健一 作曲：千葉了道
新設合併前の（旧）一関市の市民歌である。
水沢市
- 水沢市民歌[36] - 1954年（昭和29年）4月1日制定

作詞：滝田常晴 作曲：宅孝二
江刺市
- 江刺市民歌[36] - 1955年（昭和30年）6月7日制定

作詞：岡本淳三 作曲：千葉了道
胆沢郡前沢町
- 前沢町民歌（前沢町民の歌） - 1972年（昭和47年）12月1日制定[37]

作詞：山口卓郎 作曲：及川誠一
歌は4番からなる。
西磐井郡花泉町
- 花泉町歌 - 1961年（昭和36年）10月制定[38]

東磐井郡大東町
- 大東町民歌（おおいなる大東）[39] - 1984年（昭和59年）9月29日制定[40]

作詞：大東町民憲章制定準備委員会 作曲：藤澤孚
町制施行30周年を記念して作成し、1984年9月の町議会で議決された。歌は3番からなる。
東磐井郡藤沢町
- 藤沢町民歌 - 1975年（昭和50年）9月制定[43]

作詞：畠山洋 作曲：沼田茂
歌は3番からなる。
東磐井郡千厩町
- 千厩町民の歌（光と風とぬくもりと） - 1995年（平成7年）10月制定[45]

作詞：滝田常春 補作詞：「千厩町民の歌」制定委員会 作曲：平吉毅州
町制施行40周年を記念して制定し、同月に行われた千厩町40周年記念式典で初披露された。歌は3番からなる。
東磐井郡室根村
- 室根村民歌 - 1985年（昭和60年）5月3日制定[47]

作詞：森荘已池 作曲：鷹觜洋一
1985年に室根村発足30周年を記念して作成され、同年5月3日の室根村30周年記念式典で初披露された。歌は2番からなる。
南岩手郡滝沢村
- 滝沢村民歌 - 1965年（昭和40年）10月25日制定

2014年（平成26年）の市制施行に伴い廃止された。
気仙郡三陸町
- 三陸町民歌[50]

九戸郡山形村
- 山形村村民歌 - 昭和30年代半ばに発表、1977年（昭和52年）11月22日制定

作詞：滝田常晴 作曲：千葉了道